# 达里娅·斯克雷普尼克
达里娅·谢尔盖耶芙娜·斯克雷普尼克（1987年12月12日—），白俄罗斯女子柔道运动员，2008年欧洲U23柔道锦标赛女子52公斤级铜牌得主、2015年世界柔道锦标赛女子52公斤级铜牌得主。